# 国道8号大野道路改良
国道8号 大野道路改良（こくどうはちごう おおのどうろかいりょう）は、新潟県新潟市西区大野町地内を経由する、国道8号（重複：国道17号、新潟県道2号新潟寺泊線）の道路改良事業。

## 概要
- 起点：新潟県新潟市西区大野町（新田町交差点）
- 終点：新潟県新潟市西区大野町（大野町交差点）
- 車線数：4車線

1964年（昭和39年）開催の新潟国体にあわせ、1963年（昭和38年）に開通。南端から続く旧白根市内の新道とあわせて整備された。
本区間の開通前の国道8号は、黒埼地区（当時の黒埼村）の大野町商店街を経由する狭隘なルートを経由しており、新潟市中心地方面から白根方面の通過交通に支障をきたしており、この旧道区間の西側をほぼ平行する形で2車線で建設された。
その後、沿線に著しく事業所が進出し、交通混雑が顕著になったため、4車線への拡幅が計画され、1972年（昭和47年）度に用地着手が始まり、1976年（昭和51年）度に新潟バイパスの黒埼インターチェンジまでの区間と合わせて供用された（黒埼拡幅:168-169,592-593）。

## 通過市町村
- 新潟県
  - 新潟市（西区）

## 主な接続道路
- 新潟県道2号新潟寺泊線（新田町交差点 - 大野町交差点）
- 新潟県道46号新潟中央環状線（国道8号、新潟県道2号新潟寺泊線と重複）（大野町交差点）
- 新潟県道141号白根黒埼線（大野町交差点）

## 歴史
- 1963年（昭和38年）：全線開通[2]（2車線）
- 1976年（昭和51年）度：4車線に拡幅[1]:168-169,592-593

## 旧道
- 新潟市西区大野町（新田町交差点 - 大野仲町交差点）：新潟市道
- 新潟市西区大野町（大野仲町交差点 - 大野町交差点）：新潟県道141号白根黒埼線

※新潟県道2号新潟寺泊線は、バイパス開通後の指定のため、旧道は存在しない。

## 接続する道路の位置関係
（新潟方面）新潟バイパス - 黒埼IC - 現道 - 大野道路改良 - 白根道路改良（京都、東京方面）